# Cattleyopsis
Cattleyopsis es un género que tiene asignada ocho especies de orquídeas, de la tribu Epidendreae de la familia (Orchidaceae). Es nativo de Cuba, Jamaica, Bermuda y Bahamas.
En The Plant List y Kew es considerado un sinónimo de Broughtonia.

## Descripción
Son plantas con pseudobulbos elípticos cilíndricos u ovoides con dos hojas apicales carnosas y rígidos y márgenes elevados. Tiene una inflorescencia erecta terminal con pocas flores. Tiene pequeñas brácteas, dando pequeñas a medianas flores. Tiene ocho polinias en lugar de las cuatro que tiene Cattleya. Este género está relacionado estrechamente con Broughtonia y Laeliopsis y también con Cattleya. 

## Especies
| - Cattleyopsis cubensis - Cattleyopsis delicatula - Cattleyopsis guanensis - Cattleyopsis holdridgei | - Cattleyopsis lindenii - Cattleyopsis northropiorum - Cattleyopsis ortgiesiana - Cattleyopsis rosea |